# 奥托·赫施曼
奥托·赫施曼（德語：Otto Herschmann，1877年1月4日—1942年6月17日），奥地利男子击剑、游泳运动员。他曾代表奥地利参加1896年和1912年夏季奥林匹克运动会，获得二枚银牌。